# Postępowi
Postępowi (łot. Progresīvie) – łotewska socjaldemokratyczna partia polityczna, odwołująca się także do zielonej polityki, założona w 2017 roku. Jest reprezentowana w krajowym parlamencie, rządzie Łotwy i w kilku samorządach łotewskich.

## Historia
Partia została zorganizowana na bazie założonego w 2011 roku stowarzyszenia o nazwie „Postępowi” (łot. „Progresīvie”). Jednym z powodów powstania tego środowiska, skupiającego młodych działaczy o poglądach lewicowych, było rozczarowanie tradycyjną socjaldemokracją istniejącą na Łotwie, z jednej strony Socjaldemokratyczną Partią „Zgodą”, z drugiej – Łotewską Socjaldemokratyczną Partią Robotniczą. Z tego ostatniego środowiska wywodziła się większość działaczy „Postępowych”, wśród nich Ervins Labanovskis i Ansis Dobelis. W wyborach w 2011 ci dwaj politycy startowali z listy prawicowej partii Jedność. W trakcie kampanii wyborczej Ansis Dobelis twierdził, że celem Postępowych jest stworzenie z Łotwy modelowego kraju skandynawskiego z silną demokracją i powszechnym dobrobytem. Jednym z punktów programu nowego stowarzyszenia było wprowadzenie na Łotwie podatku progresywnego, równość kobiet i mężczyzn, komunalne banki, zielona gospodarka, a także prawa kobiet i osób LGBT. „Postępowi” nawiązali współpracę ze związkami zawodowymi, w którą zaangażował się m.in. Pēteris Krīgers, przewodniczący Wolnego Związku Związków Zawodowych, LBAS. 
W lutym 2017 na bazie stowarzyszenia „Postępowi” powstała partia polityczna o takiej samej nazwie. Zapowiedziała start w wyborach samorządowych w czerwcu 2017, w tym wystawienie list w takich rejonach jak Jurmała, Ropaži i Aizpute. Za powstaniem nowego ugrupowania opowiedziało się ponad dwustu delegatów. Przewodniczącym „Postępowych” został Māris Graudiņš, były poseł na Sejm. Na sekretarza generalnego partii wybrano Robertsa Putnisa, który w następnym roku został jej szefem.
Początkowo partia nie odnosiła sukcesów w wyborach. W wyborach w 2017 zdobyła mandaty jedynie w dwóch samorządach: Aizpute i Mārupe. Partia znajdowała się w opozycji wobec rządów Nilsa Ušakovsa w Rydze. W wyborach parlamentarnych w 2018 na „Postępowych” zagłosowało 2,61% wyborców.
Partia jest jednoznacznie proeuropejską siłą polityczną na Łotwie, opowiada się m.in. za stworzeniem jednej europejskiej armii. Ugrupowanie współpracuje z siłami socjaldemokratycznymi i zielonymi w Europie. Od początku trwania konfliktu na Ukrainie partia opowiadała się za pokojowym jego rozwiązaniem, przeciwko agresji rosyjskiej na Donbas, a także za integralnością terytorialną Ukrainy. Ugrupowanie opowiedziało się także przeciwko łamaniu praworządności w Polsce za rządów Prawa i Sprawiedliwości. Od 2022 partia jest kandydatką do członkostwa w Europejskiej Partii Zielonych. 
Partia wzięła udział w wyborach parlamentarnych jesienią 2022 roku, uzyskując w nich 6,16% głosów i 10 mandatów. Wśród postępowych posłów znaleźli się m.in. ówczesna liderka partii Antoņina Ņenaševa, politolog Andris Sprūds oraz radna Rzeżycy Leila Rasima.
Członkiem partii oraz radnym Rygi z jej ramienia był Mirosław Kodis, dziennikarz i przedsiębiorca polskiego pochodzenia.